# Heterocarpus ensifer
Heterocarpus ensifer es una especie de camarón de aguas profundas de la familia Pandalidae que se encuentra en el océano Atlántico desde España y Madeira hasta Angola y desde Carolina del Norte hasta el Golfo de México y el Mar Caribe; otras subespecies se encuentran en el océano Pacífico y alrededor de Filipinas e Indonesia. A pesar de ser uno de los camarones más abundantes en algunas zonas, su biología aún es poco conocida. Estos crustáceos de aguas profundas son más abundantes entre los 300 y los 400 m. Su distribución demuestra una capacidad para adaptarse bien a distintos entornos. Generalmente se encuentra a profundidades de 200 a 885 m.